# Zethus boharti
Zethus boharti är en stekelart som beskrevs av Stange 1976. Zethus boharti ingår i släktet Zethus och familjen Eumenidae. Inga underarter finns listade i Catalogue of Life.